# 西園寺治季
西園寺 治季（さいおんじ はるすえ）は、江戸時代後期の公卿。官位は従三位・左近衛権中将。

## 経歴
文化9年（1812年）に叙爵。以降累進して左近衛権少将、左近衛権中将を経て、文政7年（1824年）に従三位となり、公卿に列するもその二年後に父に先立って薨去している。享年18。治季の死去後に実子の師季が誕生したが、幼すぎるので有栖川宮韶仁親王の王子の公潔が臣籍降下して西園寺家の養子となり、これを相続した。

## 系譜
- 父：西園寺寛季
- 母：正親町八千子（正親町公明の娘）
- 妻：不詳
  - 男子：西園寺師季（1826-1851）